# John Timu
Pas d'image ? Cliquez ici

a Compétitions nationales et continentales officielles uniquement.

b Matchs officiels uniquement.
Dernière mise à jour le 13 décembre 2018.
 John Kahukura Raymond Timu, né le 8 mai 1969 à Dannevirke (Nouvelle-Zélande), est un joueur de rugby à XV et rugby à XIII néo-zélandais qui a joué avec les All-Blacks au poste d'ailier ou d'arrière (1,80 m pour 82 kg).

## Carrière

### Province
- Province de Otago

En 1994 il a rejoint temporairement le club treiziste des Bulldogs de Sydney, perdant ainsi la possibilité de jouer la coupe du monde de rugby à XV de 1995.

### Équipe nationale
Il a fait tout d’abord partie de l'équipe des Māori de Nouvelle-Zélande. Puis il a joué son premier match avec les All-Blacks le 31 octobre 1989 contre Newport.
Il a disputé son premier test match le 6 juillet 1991 contre l'équipe d'Argentine, et le dernier contre l'équipe d'Australie, le 17 août 1994.
Il a disputé quatre matchs de la coupe du monde de rugby 1991.
Timu fut souvent barré en sélection, à l’aile par John Kirwan et à l’arrière par Terry Wright.
Il a eu neuf sélections avec l’équipe de rugby à XIII entre 1995 et 1997.

## Palmarès

### Province
- 101 matchs et 68 essais avec Otago

### Équipe nationale
- Troisième de la Coupe du monde en 1991

## Statistiques

### En équipe nationale
De 1991 à 1994, John Timu compte 26 sélections avec les All-Blacks, inscrivant 31 points. Avec les Kiwis, il dispute une Coupe du monde en 1991.